# Ashland (comté de Greene, New York)
Pour les articles homonymes, voir Ashland.
Ashland est une ville du comté de Greene, situé dans l'État de New York, aux États-Unis.